# Њујоршка берза
Њујоршка берза (енгл. New York Stock Exchange (NYSE)) је берза дионица која се налази на Вол стриту у Њујорку. Највећа је свјетска берза по тржишној капитализацији компанија које се налазе на њој, а која је у децембру 2010. износила 13,39 билиона долара, док је у фебруару 2018. била на нивоу од $30,1 билиона. Просјечни дневни промет на берзи је око 153 милијарде долара.
Њујоршком берзом управља компанија NYSE Euronext, која је формирана 2007. после спајања Њујоршке берзе са електронском берзом Euronext. Ново спајање Њујоршке берзе са компанијом Deutsche Börse најављено је 15. фебруара 2011. У новом предузећу, чије се име још увијек не зна, компанија Deutsche Börse ће имати 60% власништва, док ће преосталих 40% припасти компанији NYSE Euronext, која тренутно управља берзом.

## Историја
Најранија забележена организација трговине хартијама од вредности у Њујорку међу брокерима који директно послују једни са другима може се пратити до Батонвуд споразума. Раније су берзу хартија од вредности посредовали аукционари, који су такође спроводили уобичајеније аукције роба као што су пшеница и дуван. Дана 17. маја 1792. године, двадесет четири брокера потписала су Батонвуд споразум, који је одредио најнижу стопу провизије која се наплаћује клијентима и обавезала потписнике да дају предност осталим потписницима у продаји хартија од вредности. Најраније хартије од вредности којима се трговало биле су углавном државне хартије од вредности као што су ратне обвезнице из рата за независност и акције Прве банке Сједињених Држава, иако су акције Банке Њујорка биле невладине хартије од вредности којима се трговало у раним данима. Банка Северне Америке, заједно са Првом банком Сједињених Држава и Банком Њујорка, биле су прве акције којима се трговало на Њујоршкој берзи.
Године 1817. берзански мешетари из Њујорка, који су радили по Батонвудском споразуму, покренули су нове реформе и реорганизовали се. Након слања делегације у Филаделфију да посматра организацију њиховог брокерског одбора, усвојена су ограничења за манипулативно трговање, као и формални органи управе. Након поновног формирања у њујоршки берзански одбор, брокерска организација је почела да издаје простор искључиво за трговину хартијама од вредности, која се раније одвијала у Тонтин Кофи Хаусу. Неколико локација је коришћено између 1817. и 1865. године, када је усвојена садашња локација.
Проналазак електричног телеграфа консолидовао је тржишта и њујоршко тржиште је порасло до доминације над Филаделфијом након што је пребродило неке тржишне панике боље од других алтернатива. Отворени одбор берзанских брокера основан је 1864. године као конкурент NYSE. Са 354 члана, Отворени одбор берзанских брокера био је ривал NYSE у чланству (који је имао 533) „зато што је користио модернији, континуирани систем трговања супериорнији од NYSE-ових двапут дневно позивних сесија“. Отворени одбор берзанских брокера спојио се са NYSE 1869. Роберт Рајт из Блумберга пише да је спајање повећало број чланова NYSE као и обим трговања, пошто се „неколико десетина регионалних берзи такође такмичило са NYSE за купце. Купци, продавци и сви дилери су желели да заврше трансакције што брже и јефтиније, што је технолошки могуће, а то је значило проналажење тржишта са најтргованијим, односно највећом ликвидношћу у данашњем језику. Минимизовање конкуренције је било од суштинског значаја за одржавање великог броја налога, а спајање је помогло NYSE да одржи своју репутацију за пружање супериорне ликвидности.“ Грађански рат је у великој мери стимулисао спекулативну трговину хартијама од вредности у Њујорку. До 1869. чланство је морало бити ограничено и од тада се спорадично повећавало. У другој половини деветнаестог века дошло је до брзог раста трговине хартијама од вредности.
Трговина хартијама од вредности у касном деветнаестом и раном двадесетом веку била је склона паници и краховима. Државна регулација трговине хартијама од вредности је на крају виђена као неопходна, са вероватно најдраматичнијим променама које су се догодиле 1930-их након што је велики крах берзе изазвао Велику депресију. NYSE је такође наметнула додатна правила као одговор на контролу заштите акционара, нпр. 2012. године NYSE је наметнула правила која ограничавају брокере да гласају за акције које нису упућене.‍:2
Берзански Ланчеон клуб је био смештен на седмом спрату од 1898. до затварања 2006. године.
Дана 21. априла 2005, NYSE је објавила своје планове за спајање са Архипелагом у договору са циљем да се реорганизује NYSE као јавно трговачко друштво. Управни одбор NYSE изгласао је спајање са ривалским Архипелагом 6. децембра 2005. и настало је профитно јавно предузеће. Оно је почело да тргује под именом NYSE група 8. марта 2006. Дана 4. априла 2007. NYSE група је завршила своје спајање са Евронекстом, европским комбинованим тржиштем акција, формирајући тако NYSE Евронекст, прву трансатлантску берзу.
Волстрит је водећи амерички монетарни центар за међународне финансијске активности и најважнија америчка локација за обављање велепродајних финансијских услуга. „Састоји се од матрице велепродајних финансијских сектора, финансијских тржишта, финансијских институција и фирми финансијске индустрије“. Главни сектори су индустрија хартија од вредности, комерцијално банкарство, управљање имовином и осигурање.
Пре аквизиције NYSE Евронекста од стране ICE 2013. године, Марш Картер је био председник NYSE, а извршни директор је био Данкан Нидерауер. Тренутно, председавајући је Џефри Спречер. У 2016. години, власник NYSE Intercontinental Exchange Inc зарадио је 419 милиона долара прихода од листинга.